# Тектонічний клин
Тектонічний клин (англ. tectonic wedge) -  тектонічна пластина клиноподібної форми, обмежена підошовним і покрівельним насувами.
Тектонічні клини характерні для колізійних орогенів (Альпи, Гімалаї та ін.) Вони зароджуються в аккреційних призмах, при зміні субдукційного режиму на колізійних (напр.., на південь від острова Тайвань, де починається колізія Лузонської острівної дуги з китайською околицею Євразійського континенту, відбувається стиснення акреційної призми і переддугового басейну з формуванням тектонічного клина). Різновидом тектонічного клина є всувний клин (intercutenous wedge) - тектонічна пластина в складі складно побудованого алохтону, обмежена знизу детачментом, а зверху - зворотним насувом (англ. back thrust). Всувні клини є обов'язковими елементами трикутних зон у насувних системах. Тектонічні клини формуються в тектонічних умовах стиснення і є структурними індикаторами колізійної геодинамічної обстановки.